# Zosterops oblitus
Zosterops oblitus (окулярник гуадалканалський) — вид горобцеподібних птахів родини окулярникових (Zosteropidae). Ендемік Соломонових Островів

## Таксономія
Гуадалканалський окулярник раніше вважався підвидом оливкового окулярника, однак був визнаний окремим видом.

## Поширення і екологія
Гуадалканалські окулярники є ендеміками тропічних лісів острова Гуадалканал.